# Polydictya robusta
Polydictya robusta är en insektsart som beskrevs av Gerstaecker 1895. Polydictya robusta ingår i släktet Polydictya och familjen lyktstritar. Inga underarter finns listade i Catalogue of Life.